# Розстріл альпіністів на Нангапарбаті (2013)
Терористичний акт під Нангапарбатом (2013) — напад бойовиків Пакистану 23 червня 2013 року на наметовий табір іноземних альпіністів на горі Нангапарбат, дев'ятій за висотою у світі. У результаті збройного нападу загинуло одинадцять чоловік, які представляли Україну, Словаччину, Литву, Китай, США, Непал і Пакистан.

## Перебіг подій
У ніч з 22 на 23 червня 2013 р., приблизно о 00:30 за місцевим часом, у базовий табір під горою Нангапарбат (округ Гілгіт-Балтистан) увірвалися від 15 до 16 бойовиків і розстріляли десятьох туристів та громадянина Пакистану. Бойовики були перевдягнені у форму прикордонних військ Пакистану — воєнізованої поліції, яка патрулює прикордонні райони. Напад на альпіністів став першим подібним інцидентом у Кашмірі.
Імовірно, відомості про групу іноземців бойовики отримали від двох пакистанських гідів, які супроводжували альпіністів у гори: табір розташований у важкодоступному місці на висоті 4200 м н.р.м. і дістатися до нього можна лише з досвідченим провідником. Серед загиблих був один з провідників. Другого гіда пізніше опитали слідчі. Він стверджував, що світові ЗМІ мають неточну інформацію, адже до табору мандрівників вели не місцеві мешканці, а вбитий альпініст із Непалу Сона Шерпа. Серед жертв деякі джерела називають місцевого кухаря з долини Хуше.
Внаслідок терористичного акту також могли постраждати й інші альпіністи. Одному з учасників походу, громадянину Латвії, пощастило уникнути сумної долі завдяки тому, що він на певний час залишив табір. Ще один альпініст з Китаю Чжан Цзінчуань заховався від нападників й залишився живим. На прес-конференції він сказав, що в нього також стріляли, але він уник участі інших членів загону, оскільки зміг утекти від злочинів і причаївся в глибокій траншеї за тридцять метрів від табору. За його словами, він ховався сорок хвилин, після цього виліз із траншеї і, діставшись до табору, зателефонував із супутникового телефону до поліції. Співробітники правоохоронних органів прибули на місце трагедії через дев'ять годин.
Для розслідування вбивства в Пакистані було створено спеціальну комісія, куди увійшли представники армії, поліції та інших розвідувальних відомств. Через чотири дні після трагедії, поліція ідентифікувала нападників. Ними виявилися місцеві мешканці з Діамеру, Маншехру і Кохістану.
Відповідальність за теракт взяло на себе угруповання «Джундалла». Також про свою причетність до смертей заявили пакистанські таліби. Останні оголосили, що їхня терористична акція була актом відплати за вбивство американськими спецслужбами Валі-ур-Рехмана, який був другою особою в русі Техрік Талібан-і-Пакистан.
Головний секретар Гілгіт-Балтистану Мунір Ахмед Бадіні висловив сумнів, що нападники причетні до бандформувань пакистанських талібів, але підтвердив, що члени угруповання були навчені в Зоні племен, значна частина якої підпорядковується талібам.

## Жертви
| # | Країна     | ПІБ                                                        | Примітки |  |
| - | ---------- | ---------------------------------------------------------- | --- |  |
| 3 | Україна    | - Ігор Свергун, 47 - Бадаві Кашаєв, 54 - Дмитро Коняєв, 43 | Ігор Свергун очолював експедицію, мав 6 успішних сходжень на інші восьмитисячники. Усі троє загиблих були з Харкова.    |  |
| 2 | Словаччина | - Антон Добеш, 50 - Петер Шперка (sk), 57                  | Словаки, які брали участь в українській експедиції Ігоря Свергуна.                                                      |  |
| 2 | КНР        | - Ян Чуньфен (zh), 45 - Яо Цзяньфен (zh), 48               | Ян був провідним китайським альпіністом з успішними сходженнями на 11 восьмитисячників. Яо підкорив 10 восьмитисячників |  |
| 1 | США        | - Хунлу Чень, 50                                           | Китайський альпініст з американським громадянством, працював директором у компанії Qualcomm.                            |  |
| 1 | Литва      | - Ернестас Маркшайтис, 44                                  | Ернестас — литовець, брав участь у міжнародній експедиції на Нангапарбат під керівництвом Ольги Джик.                   |  |
| 1 | Непал      | - Сона Шерпа, 35                                           | Шерпа, який, зокрема, був учасником успішної експедиції на K2 2012 року.                                                |  |
| 1 | Пакистан   | - Алі Хусейн, 28                                           | Кук з Пакистану. |  |

## Наслідки й коментарі
Дев'ята за висотою вершина світу Нангапарбат багато років була популярною серед туристів з різних країн. Після теракту відомі альпіністи всього світу неодноразово заявляли, що Північний Пакистан надовго закрито для мандрівників, оскільки ця територія в особі терористів становить реальну загрозу для життя. У той же час, кілька альпіністських клубів з Японії, Іспанії, Канади вирішили не скасовувати заплановані подорожі до Кашміру й навіть висловили задоволення заходами безпеки в регіоні.
Раніше околиці Нангапарбату вважалися досить безпечними, хоча траплялися епізодичні напади сунітських терористичних угруповань на шиїтів.
- Пакистан — Президент Пакистану Асіф алі Зардарі і Прем'єр-міністр Наваз Шариф виступили з засудженням дій терористів.

Губернатор Гілгіт-Балтистану Сайед Мехди Шах:
.
24 червня тисячі жителів Гілгіт-Балтистану вийшли на вулиці, щоб висловити солідарність із родичами загиблих альпіністів. Багато магазинів і підприємств також оголосили про те, що цього дня вони не працюють. 25 червня відбулася ще одна акція на підтримку сімей загиблих. У ній взяли участь члени уряду й громадських організацій.
Слідом за Міжнародним союзом альпіністських асоціацій злочини терористів засудив і клуб альпіністів Пакистану.
- Генеральний секретар ООН Пан Гі Мун висловив глибоке занепокоєння хвилею насильства у Пакистані:

.
- Німеччина — у зв'язку з нападом на мандрівників, два альпіністських загони з Німеччини скасували свої плани підкорити Нангапарбат.
- Україна — МЗС України засудило напад терористів і вимагало від уряду Пакистану компенсації за втрати та притягнення нападників до відповідальності[21].

На панахиду по загиблих харківських альпіністах прийшло понад 1000 людей. Панахиду провели 30 червня у Харківському Палаці культури.
- КНР — Уряд Китаю зайняв загрозливу позицію і виступив з вимогами суворо покарати винуватих у смерті їх громадян.
- Латвія — Міністр іноземних справ Латвії Едгар Ринкевич:

.

## Розслідування
7 серпня 2013 р. в районі Діамеру було розстріляно групу поліцейських, що розслідували теракт.

## Ресурси Інтернету
- Ексклюзивні кадри з пакистанської експедиції харківських альпіністів (відео) [Архівовано 13 грудня 2014 у Wayback Machine.]

## Виноски
1. ↑  Gunmen 'kill 10 tourists' in Kashmir. BBC. Архів оригіналу за 28 червня 2013. Процитовано 23 червня 2013.
2. ↑  Ningzhu, Zhu. 10 including 9 foreigners killed in Pakistan's northern area of Gilgit. Xinhua. Архів оригіналу за 28 червня 2013. Процитовано 23 червня 2013.
3. ↑  Ahmad, Jibran. Gunmen stormed a hotel in a remote part of northern Pakistan on Sunday and killed nine foreign tourists and a Pakistani guide, police and security officials said. Reuters. Архів оригіналу за 28 червня 2013. Процитовано 5 грудня 2014.
4. ↑  Список загиблих на Нангапарбаті. Архів оригіналу за 9 грудня 2014. Процитовано 5 грудня 2014.
5. ↑  Латвійський альпініст дивом уник нападу. Архів оригіналу за 10 липня 2013. Процитовано 5 грудня 2014.
6. ↑  
Chinese survivor of Nanga Parbat attack speaks of ordeal. Архів оригіналу за 10 липня 2013. Процитовано 23 червня 2013.
7. ↑  Інтерв'ю з Чжаном Цзінчуанем. Архів оригіналу за 10 липня 2013. Процитовано 5 грудня 2014.
8. ↑   Pakistan attack survivor back home, 27 червня 2013 р. [Архівовано 7 березня 2016 у Wayback Machine.]
9. ↑  У Пакистані розстріляли українських альпіністів. Серед них троє харків'ян. Архів оригіналу за 13 грудня 2014. Процитовано 5 грудня 2014.
10. ↑  Троє харківських альпіністів були вбиті терористами в Пакистані. Архів оригіналу за 10 жовтня 2014. Процитовано 5 грудня 2014.
11. ↑  The shattered dream of two avid mountaineers. Архів оригіналу за 8 липня 2015. Процитовано 5 грудня 2014.
12. ↑  The Express Tribune: Nanga Parbat assault: Tragedy in Himalayas. Архів оригіналу за 8 грудня 2014. Процитовано 5 грудня 2014.
13. ↑  8000ers.com: Memorial table with achievements, 24 June, 2013. Архів оригіналу за 6 вересня 2020. Процитовано 5 грудня 2014.
14. ↑  Pamir Times: Massacre near Nanga Parbat: Victims have been identified. Архів оригіналу за 8 грудня 2014. Процитовано 5 грудня 2014.
15. ↑  «Escape from Terrorists and Attackers Identified» (http://www.explorersweb.com/everest_k2/news.php?url=escape-from-terrorists-and-attackers-ide_137236447 [Архівовано 9 грудня 2014 у Wayback Machine.])
16. ↑  Тіла харківських альпіністів привезуть сьогодні вночі. Архів оригіналу за 30 червня 2013. Процитовано 5 грудня 2014.
17. ↑  Лето 2013: Восхождения в Каракоруме продолжаются. delo.ua. Архів оригіналу за 10 липня 2013. Процитовано 29 червня 2013.
18. ↑  Tourists killed at north Pakistan mountain camp. BBC. Архів оригіналу за 28 червня 2013. Процитовано 23 червня 2013.
19. ↑  Клуб альпіністів Пакистану приєднався до міжнародної альпіністської спільноти. Архів оригіналу за 25 серпня 2013. Процитовано 5 грудня 2014.
20. ↑  Пан Гі Мун щодо трагедії. Архів оригіналу за 10 липня 2013. Процитовано 24 червня 2013.
21. ↑  Терористична атака була спланованим вбивством усіх іноземців. Архів оригіналу за 10 липня 2013. Процитовано 25 червня 2013.
22. ↑  Ринкевич щодо трагедії. latviannews.lv. Архів оригіналу за 10 липня 2013. Процитовано 25 червня 2013.
23. ↑  Таліби убили слідчих по справі щодо розстрілу харківських альпіністів. Архів оригіналу за 12 вересня 2014. Процитовано 5 грудня 2014.